# 英国归正会教堂 (阿姆斯特丹)
英国归正会教堂（英语：English Reformed Church，荷兰语：Engelse Hervormde Kerk）是阿姆斯特丹最古老的建筑之一，位于市中心的一个封闭的庭院内，地址是贝居安会院48号。这是一个使用英语的堂会，隶属于苏格兰长老会和荷兰归正会，又名苏格兰教堂（ Scots Kirk）。其主任牧师，同时也是苏格兰长老会的欧洲大会负责人。

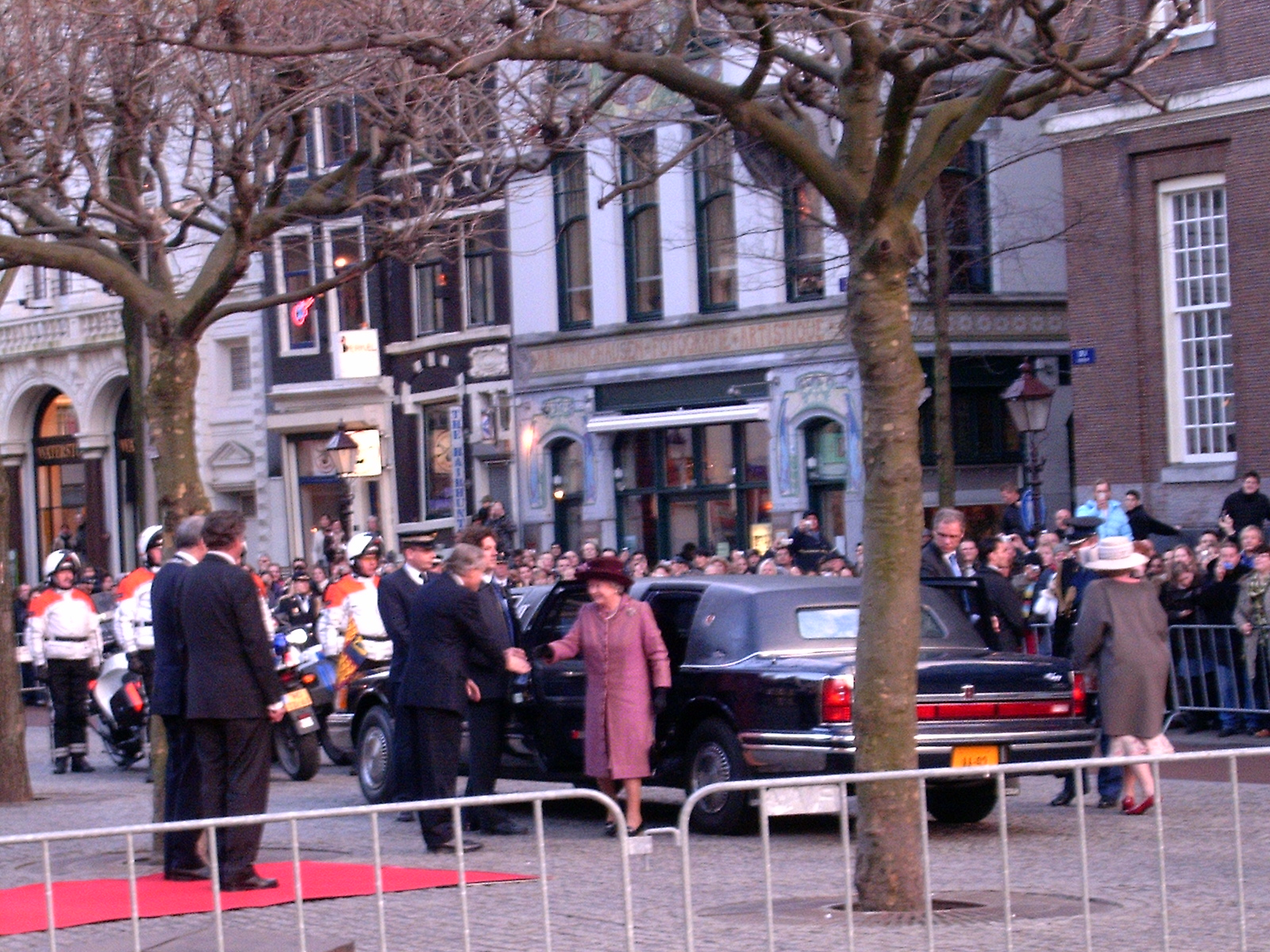
英国女王访问

贝居安会院是一个14世纪建筑群，为天主教组织。此教堂原为该机构的小礼拜堂。宗教改革后被关闭。1607年改为住在该市说英语的新教徒使用。 